# Mistrzostwa Świata Juniorów w Łyżwiarstwie Szybkim 2005
34. Mistrzostwa świata juniorów w łyżwiarstwie szybkim – zawody sportowe, które odbyły się w dniach 18–20 lutego 2005 w fińskim Seinäjoki.

## Tabela medalowa
| Lp. | Kraj              | Złoto | Srebro | Brąz | Razem |
| 1   | Holandia          | 4     | 2      | 0    | 6     |
| 2   | Korea Południowa  | 0     | 1      | 1    | 2     |
| 3   | Kanada            | 0     | 1      | 0    | 1     |
| 4   | Niemcy            | 0     | 0      | 1    | 1     |
| 4   | Norwegia          | 0     | 0      | 1    | 1     |
| 4   | Stany Zjednoczone | 0     | 0      | 1    | 1     |

## Medale
| Konkurencja | Złoto                                                      | Srebro                                                                | Brąz                                                              |
| Mężczyźni   |                                                            |                                                                       |                                                                   |
| Wielobój    | Sven Kramer                                                | Wouter Olde Heuvel                                                    | Håvard Bøkko                                                      |
| Sztafeta    | Holandia Michael Kaatee · Sven Kramer · Wouter Olde Heuvel | Kanada Denny Morrison · François-Olivier Roberge · Justin Warsylewicz | Stany Zjednoczone Mike Blumel · Paul Dyrud · Patrick Meek         |
| Kobiety     |                                                            |                                                                       |                                                                   |
| Wielobój    | Ireen Wüst                                                 | Annette Gerritsen                                                     | Lee Sang-hwa                                                      |
| Sztafeta    | Holandia Annette Gerritsen · Tessa van Dijk · Ireen Wüst   | Korea Południowa Lee Ju-youn · Lee Sang-hwa · Noh Seon-yeong          | Niemcy Stephanie Beckert · Franziska Petereit · Karoline Zillmann |